# Daisy Ridley
Daisy Jazz Isobel Ridley (Londres, 10 de abril de 1992) é uma atriz britânica, mais conhecida por interpretar Rey na nova trilogia da saga Star Wars.

## Biografia
Ridley nasceu em Westminster, Londres, com ascendência irlandesa. É filha de Chris Ridley, um fotógrafo e de Louise Fawkner-Corbett, uma gestora de publicidade. É a mais nova de cinco irmãs: tem duas irmãs, Poppy e Kika Rose e duas meias-irmãs. Seu tio-avô foi o ator e dramaturgo Arnold Ridley de Dad's Army. Ela estudou na Tring Park School for the Performing Arts em Hertfordshire, graduando-se em 2010 com a idade de 18 anos.

## Carreira
Daisy teve pequenas participações em várias séries britânicas, incluindo Youngers, Silent Witness, Mr. Selfridge e Casualty. Fez também parte do elenco da curta-metragem Blue Season, produzida no contexto do 48-Hour Film Challenge da Sci-Fi-London. Em 2013, protagonizou Lifesafer, um filme interativo que foi nomeado para um prémio BAFTA. Participou ainda no videoclipe da música "Lights On" do rapper britânico Wiley.
Em abril de 2014, foi feito o anúncio de que ela interpretaria o papel principal em Star Wars: The Force Awakens. Ela foi escolhida para o papel em fevereiro de 2014. A escolha de Daisy foi vista como uma tentativa por parte do realizador J. J. Abrams de escolher atores relativamente desconhecidos para o grande público, à semelhança do que George Lucas tinha feito no primeiro filme da saga, Star Wars em 1977. Na altura em que foi escolhida para o papel, Daisy era, de acordo com a revista Rolling Stone, uma "completa desconhecida" e, de acordo com a Inc., não tinha biografia no IMDb, nem artigo na Wikipédia e possuía apenas algumas centenas de seguidores no Twitter.
Em agosto de 2015 foi noticiado que Daisy faria a dublagem da personagem Taeko na versão inglesa do filme de animação Only Yesterday que tem data de estreia prevista para 2016.
Daisy também estrelou em Star Wars: The Last Jedi, que foi lançado em dezembro de 2017.
Ainda no ano de 2017, atriz foi cotada para interpretar Mary Debenham na adaptação do livro Assassinato no Expresso do Oriente, da autora Agatha Christie, ao lado de Johnny Depp e Michelle Pfeiffer. Além disso, em 2018, ela foi confirmada na adaptação live-action do livro infantil Peter Rabbit.
Em agosto de 2016, a atriz foi confirmada como personagem principal na adaptação da série de livros Chaos Walking. As gravações do filme foram feitas entre agosto e novembro de 2017, e as regravações entre abril e maio de 2019.
Em 2018, a atriz estrelou os filmes Ofélia (adaptação do roteiro de William Shakespeare), e dublou a personagem Cotton-Tail em Peter Rabbit.
Em 2019 foi lançado o último filme da sua trilogia Star Wars, intitulado Star Wars: The Rise of Skywalker.
Em 2021 o primeiro filme da franquia Chaos Walking foi lançado em março. O filme sofreu diversos atrasos do estúdio, incluindo um adiamento de um ano devido a crise do corona virus.

## Filmografia

### Cinema
| Ano  | Título                           | Função           | Notas                  |
| ---- | -------------------------------- | ---------------- | ---------------------- |
| 2014 | The Inbetweeners 2               | Alicia           | Cenas deletadas        |
| 2015 | Scrawl                           | Hannah           |                        |
| 2015 | Star Wars: The Force Awakens     | Rey              | Personagem principal   |
| 2016 | Only Yesterday                   | Taeko Okajima    | Dublagem               |
| 2016 | The Eagle Huntress               | Narradora        | Produtora executiva    |
| 2017 | Murder on the Orient Express     | Mary Debenham    |                        |
| 2017 | Star Wars: The Last Jedi         | Rey              | Personagem principal   |
| 2018 | Peter Rabbit                     | Cotton-Tail      | Dublagem               |
| 2018 | Ophelia                          | Ophelia          | Personagem principal   |
| 2019 | Star Wars: The Rise of Skywalker | Rey              | Personagem principal   |
| 2021 | Chaos Walking                    | Viola Eade       | Personagem principal   |
| 2022 | The Marsh King's Daughter        | Helena Pelletier | Pós produção           |
| TBD  | Women in the Castle              |                  | Pré produção           |
| TBD  | The Inventor                     | Marguerite       | Dublagem, pré produção |

### Televisão
| Ano  | Título                                            | Função           | Notas                                        |
| ---- | ------------------------------------------------- | ---------------- | -------------------------------------------- |
| 2013 | Casualty                                          | Fran Bedingfield | Episódio: "And the Walls Come Tumbling Down" |
| 2013 | Youngers                                          | Jessie           | Episódio: "A to B and the Apology"           |
| 2013 | Toast of London                                   | Charlotte        | Episódio: "Vanity Project"                   |
| 2014 | Silent Witness                                    | Hannah Kennedy   | 2 episódios                                  |
| 2014 | Mr Selfridge                                      | Roxy Starlet     | Episódio # 2.8                               |
| 2015 | Saturday Night Live                               | "ela mesma"      | Episódio: "Matthew McConaughey/Adele"        |
| 2015 | Star Wars: Greatest Moments                       | "ela mesma"      | Documentário televisivo                      |
| 2016 | Secrets of the Force Awakens: A Cinematic Journey | "ela mesma"      | Documentário televisivo                      |
| 2016 | The Force Awakens: Inside The Armory              | "ela mesma"      | Documentário                                 |

### Curta
| Ano  | Título                            | Personagem  | Notas |
| ---- | --------------------------------- | ----------- | ----- |
| 2012 | ASOS Africa                       | Girl        |       |
| 2013 | Lifesaver                         | Jo          |       |
| 2013 | Blue Season                       | Sarah       |       |
| 2013 | 100% BEEF                         | Girl        |       |
| 2013 | Crossed Wires                     |             |       |
| 2014 | Under                             | Waitress    |       |
| 2018 | Flopsy Turvy                      | Cotton-Tail | Voz   |
| 2019 | Star Wars: Rise of the Resistance | Rey         |       |
| 2020 | Baba Yaga                         | Magda       | Voz   |
| 2020 | Asteroid Hunters                  | Narrador    | Voz   |

### Vídeo Clipes
| Ano  | Título      | Artista |
| ---- | ----------- | ------- |
| 2013 | "Lights On" | Wiley   |

### Vídeo Game
| Ano  | Título                             | Personagem | Notas        |
| ---- | ---------------------------------- | ---------- | ------------ |
| 2015 | Disney Infinity 3.0                | Rey        |              |
| 2016 | Lego Star Wars: The Force Awakens  | Rey        |              |
| 2017 | Star Wars: Battlefront II          | Rey        |              |
| 2020 | The Dawn of Art                    | Narrador   |              |
| 2021 | Twelve Minutes                     |            |              |
| 2021 | Lego Star Wars: The Skywalker Saga | Rey        | Pós produção |

## Prêmios e Indicações
| Premiação                             | Ano  | Categoria                                                           | Projeto                      | Resultado | Ref.   |
| ------------------------------------- | ---- | ------------------------------------------------------------------- | ---------------------------- | --------- | ------ |
| Saturn Award                          | 2016 | Best Actress                                                        | The Force Awakens            | Indicado  | [ 16 ] |
| Saturn Award                          | 2018 | Best Actress                                                        | The Last Jedi                | Indicado  | [ 17 ] |
| Alliance of Women Film Journalists    | 2016 | Best Female Action Star                                             | The Force Awakens            | Indicado  | [ 18 ] |
| Alliance of Women Film Journalists    | 2016 | Best Breakthrough Performance                                       | The Force Awakens            | Indicado  | [ 18 ] |
| Awards Circuit Community Awards       | 2015 | Best Cast Ensemble                                                  | The Force Awakens            | Indicado  | [ 19 ] |
| Behind the Voice Actors Awards        | 2017 | Best Vocal Ensemble in an Anime Feature Film/Special                | Only Yesterday               | Indicado  | [ 20 ] |
| Behind the Voice Actors Awards        | 2017 | Best Female Lead Vocal Performance in an Anime Feature Film/Special | Only Yesterday               | Indicado  | [ 20 ] |
| Central Ohio Film Critics Association | 2016 | Breakthrough Film Artist                                            | The Force Awakens            | Indicado  | [ 21 ] |
| Dublin Film Critics Circle Awards     | 2015 | Breakthrough Artist - International                                 | The Force Awakens            | Venceu    | [ 22 ] |
| Empire Awards                         | 2016 | Best Female Newcomer                                                | The Force Awakens            | Venceu    | [ 23 ] |
| Empire Awards                         | 2018 | Best Actress                                                        | The Last Jedi                | Venceu    | [ 24 ] |
| Florida Film Critics Circle Awards    | 2015 | Pauline Kael Breakout Award                                         | The Force Awakens            | Venceu    | [ 25 ] |
| Georgia Film Critics Association      | 2016 | Breakthrough Award                                                  | The Force Awakens            | Indicado  | [ 26 ] |
| Gold Derby Awards                     | 2016 | Breakthrough Performer                                              | The Force Awakens            | Indicado  | [ 27 ] |
| Golden Schmoes Awards                 | 2015 | Breakthrough Performance of the Year                                | The Force Awakens            | Venceu    | [ 28 ] |
| Golden Schmoes Awards                 | 2015 | Best Actress of the Year                                            | The Force Awakens            | Indicado  | [ 28 ] |
| Golden Schmoes Awards                 | 2015 | Favorite Celebrity of the Year                                      | Ela mesma                    | Indicado  | [ 28 ] |
| Kids' Choice Awards, USA              | 2016 | Favorite Movie Actress                                              | The Force Awakens            | Indicado  | [ 29 ] |
| Kids' Choice Awards, USA              | 2018 | Favorite Movie Actress                                              | The Last Jedi                | Indicado  | [ 30 ] |
| MTV Movie + TV Awards                 | 2016 | Breakthrough Performance                                            | The Force Awakens            | Venceu    | [ 31 ] |
| MTV Movie + TV Awards                 | 2016 | Best Female Performance                                             | The Force Awakens            | Indicado  | [ 31 ] |
| MTV Movie + TV Awards                 | 2016 | Best Hero                                                           | The Force Awakens            | Indicado  | [ 31 ] |
| MTV Movie + TV Awards                 | 2016 | Best Fight                                                          | The Force Awakens            | Indicado  | [ 31 ] |
| MTV Movie + TV Awards                 | 2018 | Best Performance in a Movie                                         | The Last Jedi                | Indicado  | [ 32 ] |
| MTV Movie + TV Awards                 | 2018 | Best Hero                                                           | The Last Jedi                | Indicado  | [ 32 ] |
| National Film Awards                  | 2016 | Best Actress                                                        | The Force Awakens            | Indicado  | [ 33 ] |
| National Film Awards                  | 2016 | Best Breakthrough Performance in a Film                             | The Force Awakens            | Indicado  | [ 33 ] |
| National Film Awards                  | 2019 | Best Performance in an Animation film                               | Peter Rabbit                 | Indicado  | [ 34 ] |
| Online Film & Television Association  | 2016 | Best Breakthrough Performance: Female                               | The Force Awakens            | Indicado  | [ 35 ] |
| Teen Choice Awards                    | 2016 | Choice Movie: Breakout Star                                         | The Force Awakens            | Venceu    | [ 36 ] |
| Teen Choice Awards                    | 2016 | Choice Movie Actress: Sci-Fi/Fantasy                                | The Force Awakens            | Indicado  | [ 36 ] |
| Teen Choice Awards                    | 2016 | Choice Movie: Chemistry (com John Boyega)                           | The Force Awakens            | Indicado  | [ 36 ] |
| Teen Choice Awards                    | 2018 | Choice Movie Actress: Fantasy                                       | The Last Jedi                | Indicado  | [ 37 ] |
| Teen Choice Awards                    | 2018 | Choice Movie Actress: Drama                                         | Murder on the Orient Express | Indicado  | [ 37 ] |
| Zed Fest Film Festival                | 2015 | Outstanding Acting                                                  | Scrawl                       | Venceu    | [ 38 ] |